# Time for Action
Time for Action è un singolo del gruppo musicale inglese Secret Affair, pubblicato nel 1979 dalla I-Spy Records.

## Il disco
È il primo singolo della band, e venne pubblicato il 16 agosto del 1979 in una prima versione contenente solo il brano musicale. Dopo il successo ottenuto dalla partecipazione al programma televisivo Top of the Pops, venne decisa una seconda ristampa che proiettò la band al tredicesimo posto nella Official Singles Chart, grazie anche alle 200 000 copie vendute.
Come b side venne scelta Soho Strut, una canzone inedita scritta da Ian Page.

## Tracce
Lato A:
1. Time for Action

Lato B:
1. Soho Strut

## Videoclip
Il videoclip che accompagna la canzone è stato realizzato da Steve Barron. Il video è centreto su un concerto della band, ed è intervallato da alcune scene di giovani mod in sella ai loro scooter o semplicemente in posa.

## Formazione
- Ian Page - cantante
- Dave Cairns - chitarra
- Dennis Smith - basso
- Seb Shelton - batteria
- Dave Winthrop - sassofonista